# Кирило (Говорун)
Архімандрит Кири́ло (у миру Сергі́й Микола́йович Говору́н; 28 січня 1974, Золотоноша) — доктор філософських наук за спеціальністю «Богослов'я», професор університету Лойола-Мерімаунт в Лос-Анджелесі (Каліфорнія, США), директор Екуменічного інституту Гаффінгтон (США), професор Стокгольмської школи теології. Автор багатьох наукових праць і декількох монографій, виданих англійською й українською мовами. Викладав у Єльському і Колумбійському університетах в США, в університеті Альберти в Канаді.

## Загальна біографія
У 2000—2007 роках проживав у Москві.
Працював у 2002-2007 роках як співробітник секретаріату міжправославних відносин відділу зовнішніх церковних зв'язків Московського патріархату.
Першу свою статтю мирянин Сергій Говорун опублікував у журналі "Альфа и Омега" (Говорун С. Н. Притча о блудном сыне // АиО. 1997. №3(4). С. 16-29).
Далі були статті:  Говорун С. Из истории «Добротолюбия».  Церковь и время No 1 (14). 2001. C. 262–295; Говорун С. Движение колливадов. Предпосылки возникновения движения // Церковь и время. 2001. No 3 (16). С. 86–106; 
З вересня 2002 по травень 2005 року викладав у Стрітенській духовній семінарії. З вересня 2003 року до травня 2005 року викладав у Московській духовній академії.
З липня 2004 року — член комісії «Віра і церковний устрій» Всесвітньої ради церков (Швейцарія).
20 квітня 2005 року рішенням Священного синоду Російської православної церкви включений до складу делегації РПЦ на IX Генеральній асамблеї Всесвітньої ради церков.
22 квітня 2006 року в Успенському соборі в Смоленську митрополитом Смоленським і Калінінградським Кирилом (Гундяєвим) хіротонізований у пресвітера, в целібатному сані. . 
У вересні 2007 року переведений до Київської митрополії (УПЦ), викладав у Київській духовній академії.
26 грудня 2007 року у Ближніх печерах Києво-Печерської лаври прийняв чернечий постриг від митрополита Володимира (Сабодана). До того був целібатним ієреєм.
18 квітня 2008 року рішенням Священного синоду УПЦ отця Кирила призначено головою відділу зовнішніх церковних зв'язків Української православної церкви. .
20 квітня 2008 року в Трапезному храмі Києво-Печерської лаври на Малому вході митрополитом Володимиром (Сабоданом) зведений у сан архімандрита .
У 2009 році митрополитом Київським та всієї України Володимиром направлений у розпорядження патріарха Московського та всієї Русі Кирила. З 10 жовтня 2009 року — перший заступник голови Учбового комітету РПЦ. .
З 2011 року – проректор Загальноцерковної аспірантури та докторантури імені святих рівноапостольних Кирила та Мефодія.
5 березня 2012 року звільнений з посади першого заступника голови Учбового комітету РПЦ. 6 червня 2012 року звільнений від обов'язків секретаря комісії Міжсоборної присутності з питань духовної освіти та релігійного виховання.

### Після гібридної агресії 2014 року та повномасштабного вторгнення
На собор 15 грудня 2018 року, котрий декларував утворення ПЦУ, Говооруна не пустили, хоча той спеціально прилетів до Києва зі США.
Як пише Сергій Бичков: 
"Под видом мирян на Собор были кооптированы сотрудники СБУ, которые проявляли по свидетельству соборян неумеренную активность. В то же время на Собор не был пропущен известный богослов архимандрит Кирилл (Говорун). Его чья-то злонамеренная рука вычеркнула из списка приглашенных.".
27 травня 2019 року Говорун захистив у Києві чергову свою дисертацію: "Теоретичні засади православної еклезіології у її історичному розвитку. Дисертація на здобуття наукового ступеня доктора філософських наук за спеціальністю 09.00.14 – богослов’я. – Національний педагогічний університет імені М. П. Драгоманова Міністерства освіти і науки України. – Київ, 2019". Його науковим керівником став Бондаренко Віктор Дмитрович, з 2018 року - завідувач кафедри богослов’я та релігієзнавства цього вузу.
14 вересня 2019 року у Львові, на базі Українського католицького університету (УКУ), було створено Українське патристичне товариство, що об'єднує дослідників з різних деномінацій та наукових установ, які працюють у галузі патристичних та міждисциплінарних патристичних досліджень. Головою товариства обрано архімандрита Кирила (Говоруна).
Не увійшов до нового складу Міжсоборної присутності, затвердженого 23 жовтня 2014 р. рішенням Священного синоду РПЦ.
У січні 2019 року підтримав факт створення ПЦУ, але офіційно до неї не увійшов, хоча неодноразово у своїх англомовних статтях пропагував ідею автокефалії УПЦ.
26 вересня 2023 року Кирило позбавлений сану в РПЦ.

## Освіта
- 1992 Факультет фізики Київського національного університету імені Т. Г. Шевченка — провчився один рік, не закінчив
- 1994 Київська духовна семінарія Московської патріархії
- 1998 Київська духовна академія Московської патріархії[12]
- 2000 Богословський факультет Афінського національного університету імені Каподистрії
- 2003 Магістр та доктор філософії Даремського університету (Велика Британія)[13]

## Науково-дослідницька та церковно-громадська діяльність
З 2012 по 2014 Кирило Говорун був науковим співробітником Єльського університету. Його проєкт був з еклезіології. Серед досліджень — сприйняття церкви у різні періоди її історичного шляху. Кирило Говорун використовував широкий спектр міждисциплінарних інструментів, у тому числі соціологію релігії та політологію.
Кирило (Говорун) є членом International Association of Patristic Studies (AIEP-IAPS), North American Patristic Society, Association for the Sociology of Religion, American Academy of Religion та Chester Ronning Centre for the Study of Religion and Public Life (University of Alberta), беручи участь у їхніх конференціях.
З лютого 2016 запрошений в Інститут Гаррімана (Колумбійський університет, м. Нью-Йорк). Предмет дослідження: релігійний вимір Майдану та війна на сході України.
Саме Кирило (Говорун) інціював створення у 2019 році міжконфесійного православно-католицького "Українського патрологічного товариства", якому передувала діяльність православного Українського патрологічного товариства з 2012 року. 
До заснованого 2019 року товариства увійшли наступні православні церковно-наукові діячі, однодумці Кирила (Говоруна):
- Бєй Ілля Геннадійович, магістр богослов’я (Православний богословський факультет Пряшівського універститету, Словаччина), викладач кафедри слов’янської філології Філологічного факультету Запорізького національного університету, один з засновників кафедри теології Інституту управління при вищому навчальному закладі Класичний приватний університет у м. Запоріжжя;

- Клок Тарас Миколайович, випускник відділення релігієзнавства при факультеті історії, політології та національної безпеки Волинського національного університету імені Лесі Українки 2014 року, викладач суспільствознавчих дисциплін цього ж університету, голова Волинського обласного осередку ГО "Товариства українських філософів і релігієзнавців" у м. Луцьк;

- Морозова Дар'я Сергіївна, культуролог, перекладач і науковий редактор видавництва «Дух і літера», експерт ГО «Несторівський центр», спочатку - кандидат культурології, у 2021 році під керівництвом професора Юрія Чорноморця захистила у Національному педагогічному унверситеті ім. Драгоманова дисертацію доктора філософських наук на тему «Богословська антропологія Антіохійської школи та роль її спадщини у розвитку слов’янських культур»;

- Литвиненко В’ячеслав Володимирович, 1975 року народження, уродженець м. Дружківка Донецької області, випускник та колишній викладач Донецького християнського університету в м. Макіївка (Донецька область) в 2003-2010 роках, з 2014 року - доктор філософії (Ph.D., Карлів університет, Прага, Чехія), фахівець з грецької патристики, науковий працівник кафедри філософії Євангелічного богословського факультету Карлового університету в Празі; до православних себе відносить досить умовно, стоїть загалом на екуменічних позиціях, оскільки разом з дружиною Оксаною довгий час викладає у протестантському навчальному закладі "Християнська міжнародна школа Праги";

- Кожушний Олег Володимирович, протоієрей ПЦУ, кандидат богослов’я, кандидат філологічних наук (кафедра загального мовознавства, класичної філології та неоелліністики Інституту філології Київського національного університету ім. Т. Шевченка), перекладач із давньогрецької мови;

- Юдін Віктор, 1969 року народження, уродженець м. Самбір (Львівська область), доцент з догматичного богослов'я, патристики й сучасної релігійної думки Інституту Іоанна Богослова (Брюссель, Бельгія). Раніше - православний диякон РПЦ, випускник  філософського факультету Московського університету 1993 року, з 2012 року - диякон Свято-Матфеївської парафії м. Лювен у юрисдикції Броюссельсько-Бельгійської єпарїії РПЦ, 20 березня 2019 року перейшов до Константинопольського Патріархату і заборонений в РПЦ. Магістр з медієвістики (Центрально-Європейський університет, СЕU), доктор філософії (Ph.D, Лювенський католицький університет, Бельгія), доцент Патристичного центру освіти (Гент, Бельгія), автор численних праць з патристики і неоплатонизму.

З 2021 року Кирило (Говорун) також згадується, як старший науковий дослідник, науковий консультант приватної наукової установи "Східноєвропейський інститут теології" (м. Рівне), який очолюють рівненські пастори євангельських церков Дятлик Тарас Миколайович та Соловій Роман Павлович. 

### Внески до науково-дослідних та видавничих проєктів
2006–2010 Concepts and Practices of Freedom in the Biblical Traditions and Contemporary Contexts ~ Гейдельберзький університет за підтримки Фонду Джона Темплтона
2011–2012 Biblical Visions: Reading the Gospels with the Early Church ~ A guidebook to study Fathers of the Church in the ecumenical contextProject by the Commission on Faith and Order of the WCC
2011–2013 Православ'я і екуменізм: Посібник для богословської освіти  ~ Співредактор проекту
2004 — дотепер Православна енциклопедія~ Багатотомний проект Московської патріархії Російської Федерації
2006 — дотепер The John Templeton Award for Theological Promise (пізніше Manfred Lautenschlaeger Award for Theological Promise)  ~ Член ради оцінювачів
2009–2010 The Encyclopedia of Eastern Orthodox Christianity
2010 — дотепер Катехізис Руської Православної Церкви ~ Відповідальний за розділи, присвячені христології та еклезіології
2010 — дотепер Μεγάλη Ορθόδοξη Χριστιανική Εγκυκλοπαίδεια (Велика православна християнська енциклопедія)
2010 — дотепер Діалог між наукою та богослов'ям ~ Під егідою Фонду Джона Темплтона
2015 Критичне видання актів візантійських та після-візантійських соборів, у серії Corpus Christianorum та співпраці із La Fondazione per le scienze religiose Giovanni XXIII in Bologna

## Професійний досвід

### Досвід викладання
2002–2005 Ранні християнські традиції в Московській Духовній семінарії

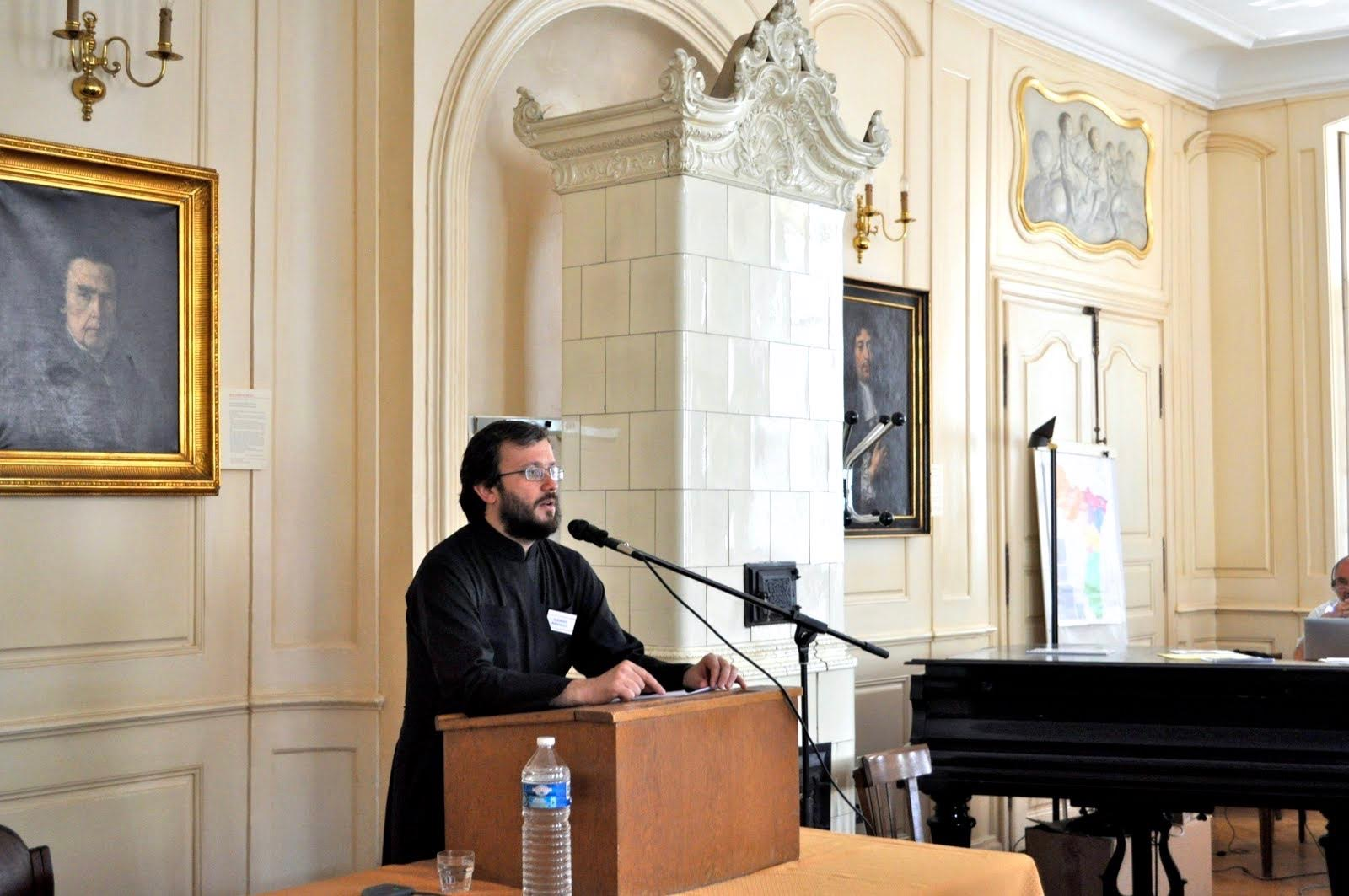

2003–2007 Ранні християнські традиції в Московській духовній академії
2007–2012 Ранні християнські традиції в Київській духовній академії
2009–2012 Ранні християнські традиції та методологія досліджень в Загальноцерковній аспірантурі і докторантурі Російської Православної Церкви (Москва)
2015–2016 Політична теологія в Національному університеті «Києво-Могилянська академія»
2014 — дотепер  Систематичне богослов'я в Sankt Ignatius Theological Academy, Stockholm
2015 — дотепер  Систематичне православне богослов'я в Стокгольмській школі богослов'я

## Сфера наукових інтересів

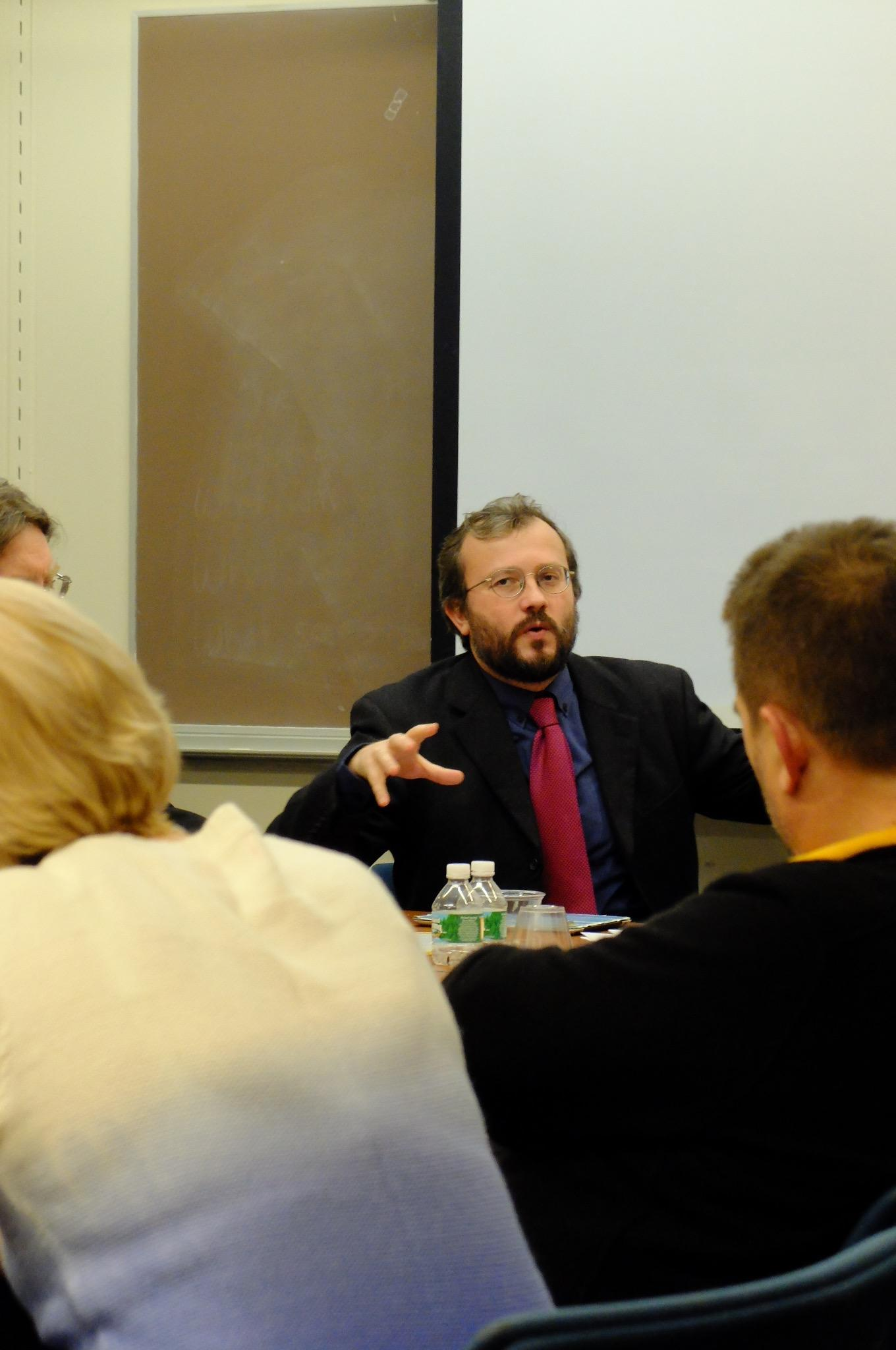

Кирило Говорун займається науковою діяльністю у напрямку християнської традиції пізньої античності; екуменізму та зближення традицій; еклезіології; Видавав праці по політичній теології та соціальні етиці; соціології релігії; Писав публікації на тему діалогу між релігією та наукою; Вивчав нові форми навчання в мультикультурному середовищі а також міжнародне співробітництво духовних шкіл.
Виступав з лекціями в різних країнах світу, зокрема у Росії: Свято-Тихонівський гуманітарний університет, Москва, Смоленська духовна семінарія, Миколо-Угреська духовна Семінарія в Москві, Казанська духовна семінарія, Пензенська духовна семінарія, Саратовська духовна семінарія, Новгородська духовна семінарія. В Україні: Таврійська духовна семінарія (Сімферополь), Полтавська духовна семінаріяа та Національний університет «Києво-Могилянська академія». У духовній семінарії в Парижі. В США: Університет Вілланова, Принстонська богословська семінарія, Колумбійський університет. У Німеччині: Гейдельберзький університет. Викладав у Китайському університеті Гонконгу, Лютеранській семінарія в Гонконзі, Alliance Bible Seminary в Гонконзі.
Також виступав з лекціями, як гостьовий лектор, у Амстердамському вільному університеті, Оксфордському університеті, в Уппсальському університеті, Швеція. В Китаї: Пекінський університет, Університет Цінхуа в Пекіні, Університет Женьмінь в Пекіні, Університет Міньцзу в Пекіні, Нанкайський університет, Чжецзянський університет, Нанкінська богословська семінарія, Китайська академія соціальних наук, Пекінський педагогічний університет. 
В Канаді: Манітобський університет, Університет Віннпега, Реджайнський університет, Альбертський університет, Університет долини Фрейзер. Також викладав у Гарвардському університеті та Єльському університеті. Викладав у Мюнхенському університеті, Університеті Сент-Джозеф в Макао та Духовному коледжі та семінарії в Тайвані. Виступав в Університеті Ісландії та університеті Ба́тлера (Індіанаполіс), а також у Даремському університеті.

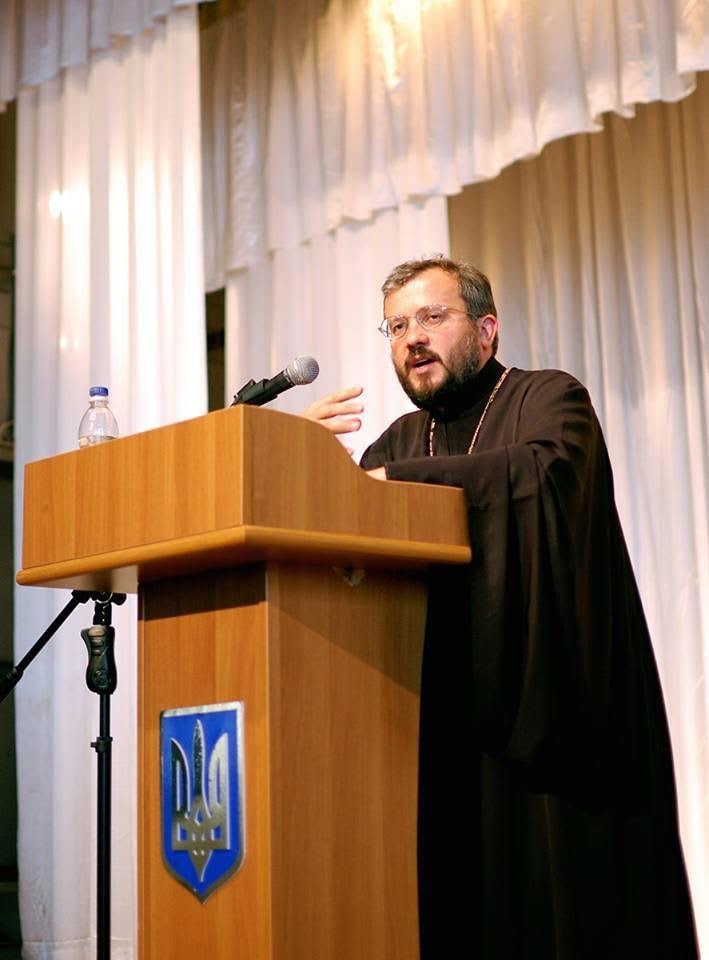

### Управлінський досвід
2001–2007 Відділ зовнішніх церковних зв'язків Московського Патріархату (Російська Федерація). Кирило Говорун виступав експертом з внутрішньої та зовнішньої політики церкви, церковно-державних відносин, був відповідальним за відносини між Помісними православними церквами.
2007–2009 Голова Відділу зовнішніх церковних зв'язків УПЦ-МП (з точки зору сучасних уявлень отця Кирила - філіалу Російської Православної Церкви в Україні). Керував відносинами Київської митрополії МП в Україні — найбільшої релігійної громади України, з іншими релігійними громадами, а також з урядом України, всіма основними політичними партіями і неурядовими організаціями. Виступав на той час, як церковний дипломат, пропагандист та апологет УПЦ-МП.
2009–2012 Перший заступник голови Навчального Комітету Російської Православної Церкви. Проректор Загальноцерковної аспірантури і докторантури Російської Православної Церкви. Протягом приблизно трьох років був відповідальним за процес реформування системи освіти Російської Православної Церкви. Ця система включає в себе 1 докторську школу, 12 університетів, а також 80 семінарій в 9 країнах. У продовж адаптації російської системи відповідно до вимог Болонського процесу Кирило (Говорун) встановив численні міжнародні зв'язки російських духовних шкіл із західними університетами. Організував спільні програми PhD і магістратури з університетами в Амстердамі, Гельсінкі, Гейдельберзі, Левені, Фрібурзі в Швейцарії, та інших.
2013 — дотепер Координатор богословських програм в Національному університеті «Києво-Могилянська академія». На сучасному етапі, Кирило Говорун розробляє магістерську програму з публічної еклезіології для НаУКМА.
2013 — дотепер Асоційований декан Sankt Ignatius Theological Academy, Швеція. Академія реалізує програму богословських досліджень для студентів сходних християнських традицій, у співпраці із Стокгольмською школою теології.

### Екуменічний досвід
Представник Російської Православної Церкви:
- Комісія «Віра і устрій» Всесвітньої Ради церков;

- Православно-лютеранський діалог;

- Православно-англіканський діалог;

- Православно-римокатолицький діалог;

- Православно-орієнтальний діалог;

- Православно-юдейський діалог;

- Діалог Православних Церков та Об'єднаних Біблійних Товариств

### Книги
(2015) Meta-Ecclesiology, Chronicles on Church Awareness, (New York: Palgrave Macmillan).
(2014) 由安提阿到西安—聶斯托利派的演變 (From Antioch to Xi'an: an Evolution of ‘Nestorianism’). Hong Kong: Chinese Orthodox Press (in Chinese).
(2013) Orthodox Handbook on Ecumenism. Resources for Theological Education, Geneva: WCC-CEC-Volos Academy-Holy Cross School of Theology (co-editor).
(2013) Reading the Gospels with the Early Church. A Guide. Geneva: WCC (co-editor).
(2008) Will, Action and Freedom. Christological Controversies in the Seventh Century. Leiden — Boston: Brill The Medieval Mediterranean, 77.

### Деякі статті в наукових журналах
(2015) «Church-State Relations: Dilemmas of Human Freedom and Coercion.» The Expository Times 126, no. 6 (March 2015).
(2014) «Церковь и идеология: разделения и редукции.» Государство, религия, церковь в России и за рубежом 32, no. 3 (October 2014): 225–46.
(2013) «Church and Nation: Looking through the Glasses of Post-Secularism», St Vladimir's Theological Quarterly 57 (November 3-4): 423—430.
(2013) «Influence of Neoplatonism on Formation of Theological Language», Studia Patristica 58: 13-18.
(2013) «Evolution of Church Governance: from the Diaspora-model to Pentarchy», Iura Orientalia IX: 91-99.
(2013) «Загальне та окреме в Церкві» (Common and Particular in the Church), Філософська думка: Sententiae IV: 194—201.
(2011) «Два значења слободе у источно-светоотачком предању» (Two Meanings of Freedom in the Patristic Tradition, in Serbian), Богословље 1: 8-19.
(2011) «Христианская этика: на пути от самодостаточности к самоопределению» (Christian Ethics on the Way from Self-Sufficiency to Self-Definition, in Russian), Труди Київської Духовної Академії 14: 55-59.
(2010) «Controversy on Energies and Wills in Christ: Between Politics and Theology», Studia Patristica 48: 217—220.
(2005) «Hristos — unic şi compus» (Christ — One and Composite, in Romanian), Studii Teologice, Bucureşti Seria A III-A, Anul I, Nr. 2: 101—121.
(2014) «The Church in the Bloodlands.» First Things, New York, October 2014. http://www.firstthings.com/article/2014/10/the-church-in-the-bloodlands [Архівовано 27 Січня 2016 у Wayback Machine.]
(2014) «Die Kirche auf dem Maidan: Die Macht des gesellschaftlichen Wandels.» Ökumenische Rundschau, no. 3 no. 3 (September 2014): 383—404.
(2013) «Factors of the Church Unity From the Orthodox Prospective.» Edited by Šimon Marinčák and Anthony O'Mahony. Orientalia et Occidentalia 13: 95-102.
(2013) «De regionale en universele Kerk in de huidige orthodox-katholieke dialoog», Digitaal Oecumenisch Theologisch Tijdschrift 20: 28-33.
(2011) «Εἴσοδος στὴν Ἐκκλησία: ἕνα ξεκίνημα γιὰ τὴν ὑπέρβαση τοῦ δυαλισμοῦ», Σύναξη 117: 68-75.
(2010) «Дальнейшие пути реформирования духовного образования» (Further Perspectives on Reformation of the Theological Education, in Russian), Церковь и время 2 (51): 57-62.
(2010) «Christ's Will and Freedom according to the Sixth Ecumenical Council», Lutheran Forum 44.2: 40-47.
(2009) «L'orthodoxie aujourd'hui: un espace pour la grâce», Irénikon LXXXII / 2-3: 193—211.
(2007) «The Cross: Fear of Death or Love to Life?» Sobornost, incorporating Eastern Churches Review 29.1: 60-66.
(2007) «One Europe: two humanisms», Istina 52.1-2: 257—260.

### Глави книг
(2015) «Maximus, a Cautious Neo-Chalcedonian», in: Oxford Handbook of Maximus the Confessor. Edited by Pauline Allen and Bronwen Neil, (Oxford; New York: Oxford University Press, 2015): 106-26.
(2014) «Patristics after Neo-Patristics», in: A Celebration of Living Theology. Edited by Justin Mihoch and Leonard Aldea. Bloomsbury: 205—213.
(2012) «Convergence between Theology and Science: Patterns from the Early Christian Era», in: The Spirit in Creation and New Creation. Edited by Michael Welker. William B. Eerdmans Publishing Company: 111—119.
(2011) «Севир Антиохийский» (Severus of Antioch), in Книга еретиков. Санкт-Петербург: Амфора Александрийская библиотека: 258—266.
(2009) «Papstamt: Manöver zwischen Extremen», In: Stiftung Pro Oriente. Jahrbuch 2008, ed. by Stiftung Pro Oriente. Pro OrienteWien: Phoibos Verlag Wien: 166—171.
(2008) «Die Brester Union im Zusammenhang mit der Tätigkeit römisch-katolischer Missionare im Osten», in: Die Union von Brest (1596) in Geschichte und Geschichtsschreibung: Versuch einer Zwischenbilang. Edited by: Johann Marte, Олег Турій. Pro Oriente, Інститут Історії Церкви Українського Католицького Університету Львів: 41-48.

### Інтерв'ю
1. Архімандрит Кирило (Говорун): Служити в усіх проявах життя [Архівовано 26 Січня 2016 у Wayback Machine.]
2. «СЛІД ПРИЙНЯТИ ЗБАЛАНСОВАНУ ПОЗИЦІЮ В ПЕРШУ ЧЕРГУ СТОСОВНО ПИТАННЯ ПРО ПРИМАТ В ЦЕРКВІ» [Архівовано 25 Січня 2016 у Wayback Machine.]
3. «ЗАРАЗ ПРОСТО ЗНАТИ ОСНОВИ ПАСТИРСТВА — КАТЕХИЗМУ І ВМІННЯ ЗВЕРШУВАТИ БОГОСЛУЖІННЯ — НЕДОСТАТНЬО ДЛЯ СЛУЖІННЯ» — О. КИРИЛ (ГОВОРУН) [Архівовано 25 Січня 2016 у Wayback Machine.]
4. «Слово уніат від самого початку не було образливим ні для кого, і я не бачу причин, щоб це слово сприймалося як образливе сьогодні»
5. ВОРОЖНЕЧА ТА РОЗБРАТ ЗАЛИШАЮТЬСЯ ЗОНАМИ КОМФОРТУ ДЛЯ УКРАЇНСЬКИХ ЦЕРКОВ — О. КИРИЛ (ГОВОРУН) [Архівовано 22 Січня 2016 у Wayback Machine.]
6. «Русский мир» — это набор политических лозунгов в религиозной обёртке, — Кирилл Говорун [Архівовано 9 Квітня 2016 у Wayback Machine.]
7. Розмова з архімандритом Кирилом (Говоруном) про Церкву в історії та сучасному світі [Архівовано 7 Травня 2017 у Wayback Machine.]
8. Архімандрит Кирил (Говорун): «Від вирішення українського питання у міжправославних стосунках багато залежить» [Архівовано 6 Лютого 2017 у Wayback Machine.]

### Відео
1. Церква у категоріях аналітичної філософії та феноменології — архім. Кирило (Говорун)
2. XIII Успенські читання. Арх. Кирил (Говорун) про труднощі перекладу Св. Письма
3. Архим. Кирилл (Говорун). Трудности перевода: читая Предание в эпоху постмодерна
4. Публічна лекція архімандрита Кирила (Говоруна) «Церква в публічному просторі: релігія і ідеологія» [Архівовано 5 Липня 2020 у Wayback Machine.]
5. II семінар «Актуальні проблеми сучасного богослов'я». Кирило Говорун — Святий Кирило Александрійський в термінах феноменології та аналітичної філософії
6. ДУХ І ЛІТЕРА. В гостях отець Кирило (Говорун)
7. Orthodox Ecclesiology [Архівовано 6 Квітня 2017 у Wayback Machine.]
8. Завдяки Майдану стала можливою українська публічна теологія — архімандрит Кирило Говорун
9. Кирило говорун: «В моїй Церкві мало залишилось людей, які можуть говорити відверто. Якщо взагалі хтось залишився…» [Архівовано 20 Червня 2017 у Wayback Machine.]
10. Лекція «Після Томосу»

### Аудіо
1. Засади політичної теології в українському контексті
2. Кирил Говорун — Церква перед дзеркалом (Мета-еклезіологія)